# Харьковский 2-й
Ха́рьковский 2-й — хутор в Пролетарском районе Ростовской области.
Входит в состав Будённовского сельского поселения.

## География
Хутор расположен на левом берегу Пролетарского канала.

## Население
| 2010 |
| ---- |
| 138  |

## Улицы
- ул. Заканальная,
- ул. Ковыльная,
- ул. Мира,
- ул. Молодёжная.